# Condado de Middlesex (Virgínia)
O Condado de Middlesex é um dos 95 condados do estado americano de Virgínia. A sede do condado é Saluda, e sua maior cidade é Saluda. O condado possui uma área de 546 km² (dos quais 208 km² estão cobertos por água), uma população de 9 932 habitantes, e uma densidade populacional de 29 hab/km² (segundo o censo nacional de 2000). O condado foi fundado em 1673.
O filme Donnie Darko se passa no condado.[carece de fontes?]